# فابریسیوس (دهانه)
فابریسیوس یک دهانه برخوردی در ماه‌ است.

## دهانه‌های اقماری
این دهانه ۳ دهانه اقماری دارد.
| Fabricius | عرض جغرافیایی | طول جغرافیایی | قطر          |
| --------- | ------------- | ------------- | ------------ |
| A         | ۴۴.۶° S       | ۴۴.۰° E       | ۴۵.۰ کیلومتر |
| J         | ۴۵.۸° S       | ۴۵.۲° E       | ۱۶.۰ کیلومتر |
| B         | ۴۳.۶° S       | ۴۴.۹° E       | ۱۷.۰ کیلومتر |